# Cataingan
Cataingan è una municipalità di terza classe delle Filippine, situata nella Provincia di Masbate, nella Regione di Bicol.
Cataingan è formata da 36 baranggay:
- Abaca
- Aguada
- Badiang
- Bagumbayan
- Cadulawan
- Cagbatang
- Chimenea
- Concepcion
- Curvada
- Divisoria
- Domorog
- Estampar
- Gahit
- Libtong
- Liong
- Maanahao
- Madamba
- Malobago

- Matayum
- Matubinao
- Mintac
- Nadawisan
- Osmeña
- Pawican
- Pitogo
- Poblacion
- Quezon
- San Isidro
- San Jose
- San Pedro
- San Rafael
- Santa Teresita
- Santo Niño
- Tagboan
- Tuybo
- Villa Pogado